# 西岡竹次郎

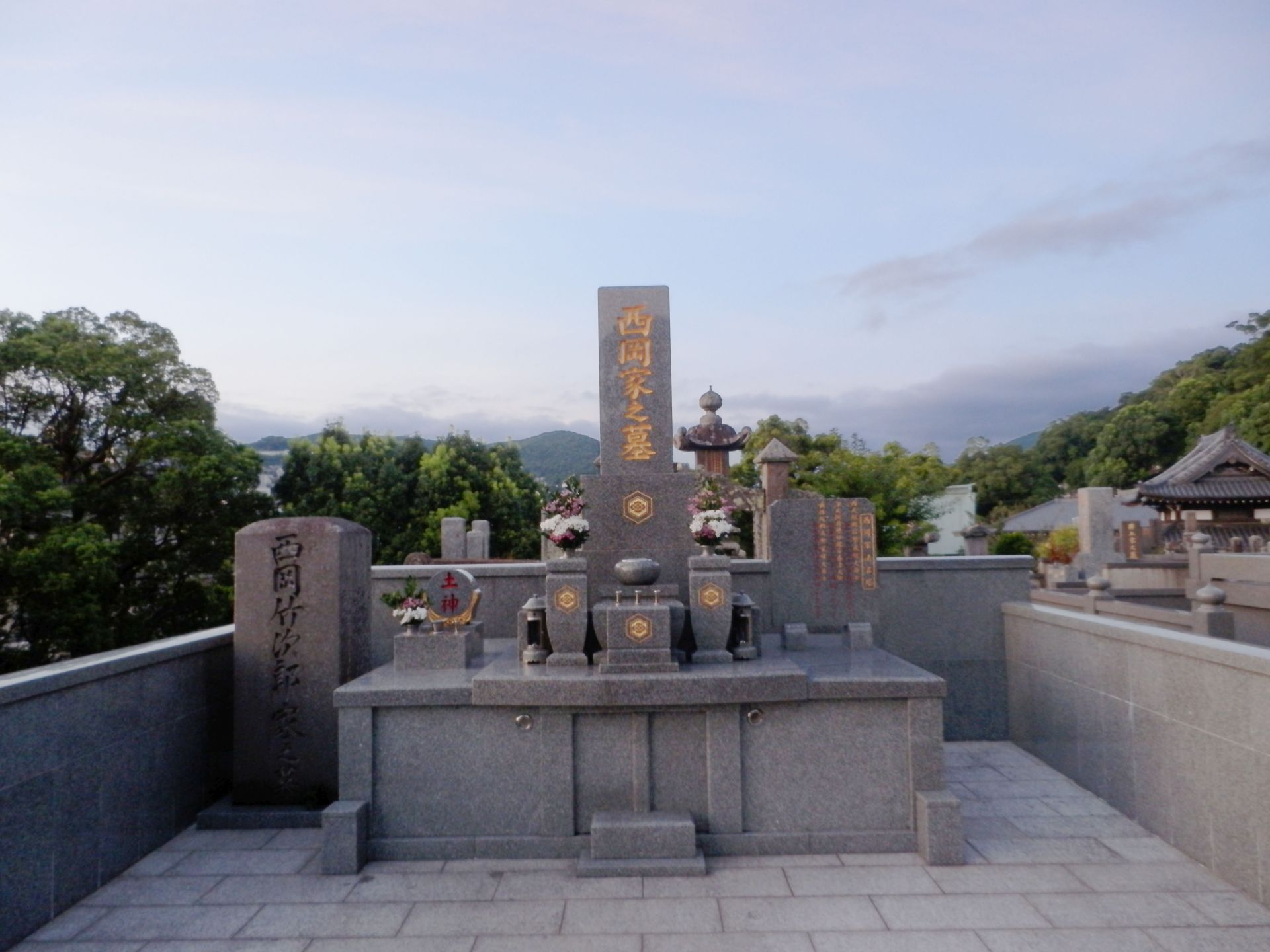
西岡竹次郎ら西岡家の墓

西岡 竹次郎（にしおか たけじろう、Takejiro Nishioka、1890年〈明治23年〉5月28日 - 1958年〈昭和33年〉1月14日）は、日本の政治家、実業家。西岡伊三次の養子。長崎県知事や戦前から戦後にかけ長崎民友新聞社長を務めた。

## 生涯
長崎市出身。1916年（大正5年）に早稲田大学法学部を卒業すると、普通選挙運動に関わり1921年（大正10年）からヨーロッパへ外遊。1924年（大正13年）に帰国すると同年5月の総選挙に中立候補として出馬し水産大学の誘致・総合大学の設置・国立博物館の建設等の6大政策を掲げたが、憲政会の対立候補だった本田恒之がそれを利益誘導として西岡を告訴したものの、結果的に本田・則元卯太郎（政友本党）と激戦の末に2,385票の最高点で初当選した。有権者数6,252名、投票率84.2%。
政界入りして間もなく11月24日に、西岡は実弟の倉成庄八郎と共に大浦町で長崎民友新聞を創刊、34歳にして社長兼主筆となる。だが1925年（大正14年）2月20日に本田の告訴した件で大審院で罰金50円（第一審150円）の判決が下り、議員在任10か月で失職。1927年（昭和2年）4月には編集取扱い上の不敬事件のため、長崎民友の社長を引責辞任することになった。
それでも10月12日には電車運賃値上げ反対で自ら市民大会を開催して政治活動を続け、1928年（昭和3年）に行われた普通選挙法による初の総選挙で国政での議席を回復する。更に1929年（昭和4年）3月28日では普通選挙法による初の長崎市会議員選挙で、山田鷹治の率いる政友会主流派に対し自派の西岡倶楽部からも候補者を擁立。民政党や無産諸派を交えた激戦を戦い、自派から11名を当選させた。この結果4月10日に行われた長崎市会正・副議長選挙で、正副議長を政友会で占める結果となる。
その後、衆院議員に5期連続で当選を果たすが1937年（昭和12年）11月3日に刊行したパンフレットに「占領した土地を戦場の兵士に与えよ」と発表して問題化、発禁処分を受けて憲兵隊に全部押収された上に東京憲兵司令部の取り調べを受けた後に謝罪誓約書で不起訴処分となる。1939年（昭和14年）に海軍政務次官に就任する。
1942年（昭和17年）4月1日に戦時中の国策「一県一紙令」によって、県内の新聞社4社を統合した長崎日報（1945年（昭和20年）7月長崎新聞に改題）が設立されると会長になるものの、同年4月30日の翼賛選挙では翼賛政治体制協議会の推薦を得られず、非推薦で立候補を強行するものの逮捕されて浦上刑務所に収監されるばかりか次点で落選に終わる。1945年（昭和20年）8月6日には東京からの帰途、広島市付近で原爆に遭遇。2日後に当時の永野若松知事に広島被害の第一報を伝え、翌日に永野知事を中心として原爆投下時の対応を協議するが協議の最中に原爆が投下され西岡も二重被爆することになる。
戦後1946年（昭和21年）の1月5日に日本自由党長崎支部を結成し県連合支部長となるが、4月10日には新選挙法による総選挙への不出馬を表明すると共に自由党を離党。5月29日には長崎新聞の取締役会長も辞任し、12月9日に長崎新聞が長崎日日・長崎民友・佐世保時事・島原の4社に再分離されると長崎民友新聞社長となるが公職追放でこれも辞任に追い込まれる。
1950年（昭和25年）に公職追放を解除されると自由党長崎支部長と長崎民友新聞社長に復帰、翌1951年（昭和26年）4月30日に自由党推薦で長崎県知事選挙に出馬して同県知事選挙史上最高となる投票率85.61％の激戦を戦い、現職の杉山宗次郎（社会党・民主党推薦）を39万3,378票対30万6,007票で破って知事に当選。4年後の知事選にも杉山相手に再選を果たした。知事在任中には1952年に当時の深刻な食糧難を解決するためとして「長崎大干拓構想」という諫早湾干拓事業を発案、この事業はのちに莫大な経費をかけて実現化され、完成後も開門するか否かを巡る度重なる訴訟や補償問題で莫大な国民負担を強いる状況を招いている。さらに門賛成派と反対派の住民分断を招き、諫早湾沿岸は住民同士の争いの場となっている。西岡は事業を進めるため世界銀行の融資を求めるなどしたが、知事在任中の1958年（昭和33年）に慢性肝炎（肝性中毒）による心臓衰弱のため67歳で没した。1月19日に長崎東高等学校体育館で県葬が執り行われた。

## 親族
妻の西岡ハルは参議院議員、衆院議員から新自由クラブ幹事長・文部大臣・参議院議長を歴任した西岡武夫は長男にあたる。国民民主党衆院議員の西岡秀子は孫（武夫の娘）。映画プロデューサー・編集者の西田宣善は孫。また実弟の倉成庄八郎も衆院議員を務め、外務大臣を務めた倉成正は甥・参院議員から長崎県知事となった久保勘一は次男の夫人の父で親戚関係にある。

## 伝記
- 福間良明『西岡竹次郎の雄弁　苦学経験と「平等」の逆説』創元社「近代日本メディア議員列伝」、2024年